# Kazimierzowo (twierdza)
Kazimierzowo – dawna czterobastionowa forteca wybudowana na Pomorzu w czasach Wazów.

## Historia
W 1635 roku na wschód od wsi Kuźnica król Władysław IV Waza polecił zbudować czterobastionową twierdzę Kazimierzowo, która miała być wykorzystywana w przewidywanej wówczas wojnie polsko-szwedzkiej. Równocześnie rozpoczęto budowę Władysławowa. Kazimierzowo obsadzono artylerią, której zadaniem było osłona najgłębszego przejścia w Mewiej Rewie od zachodniej strony oraz ochrona Władysławowa przed atakiem od strony Helu. Oprócz tego nowymi umocnieniami otoczono również port polskiej marynarki w Pucku oraz Oksywie i Hel. Na Pomorzu umocnione były jeszcze najważniejsze miasta pruskie (Gdańsk, Elbląg i Toruń), które same sfinansowały nowoczesne umocnienia oraz należąca do Gdańska twierdza Głowa Gdańska.
W 1643 roku Sejm zmniejszył załogę i nakazał rozebrać twierdzę we Władysławowie, ale już w styczniu następnego roku król rozkazał obsadzić Kazimierzowo dragonami i piechotą.
W 1655 roku załoga wycofała się do Pucka, a twierdzę zajęli Szwedzi. Po zakończeniu wojny brak informacji o twierdzy.
Na mapie z 1764 roku miejsce, w którym znajdowała się ta fortyfikacja oznaczone jest jako Casimirs Schantz („Szaniec Kazimierza”).